# Liste der Reptilien Japans
Im Folgenden sind die in Japan vorkommenden Reptilien nach Systematik sortiert gelistet. Insgesamt finden sich in Japan 97 Reptilienarten, darunter 13 Schildkrötenarten, 46 Schlangenarten und 38 Echsenarten. Fast die Hälfte der Reptilienarten sind in Japan endemisch (insgesamt 48: 2 Schildkröten-, 23 Schlangen- und 23 Echsenarten) und einige andere weisen endemische Unterarten auf.
Angegeben wird von der Ordnung bis zur Art jeweils der Trivialname (falls vorhanden) und Taxon sowie teilweise der japanische Name. Die ausschließlich in Japan vorkommenden Arten sind in Fettdruck hervorgehoben. Mögliche Unterarten sind nicht aufgelistet.

## Schildkröten(Testudines)
13 Arten:

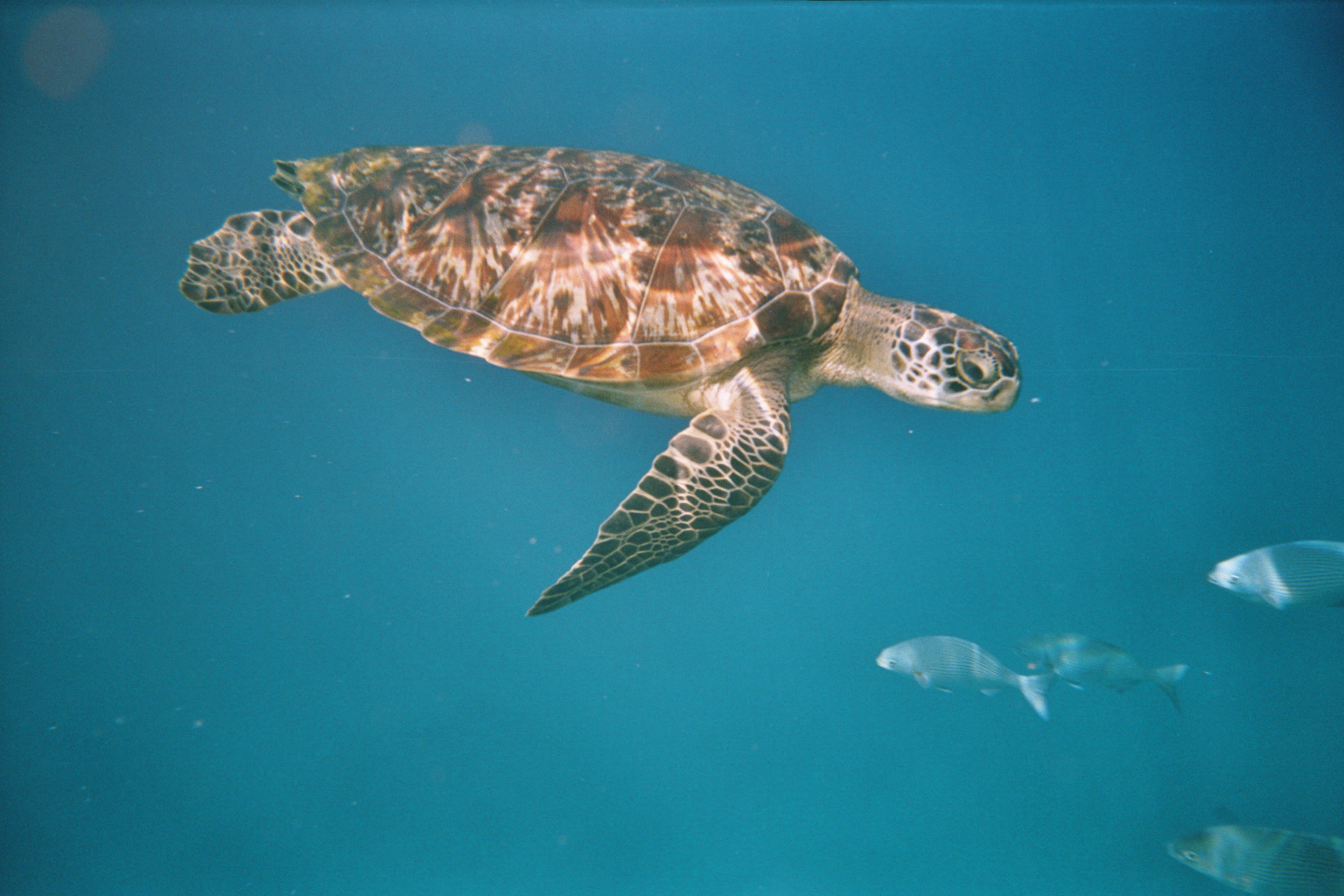
Grüne Meeresschildkröte

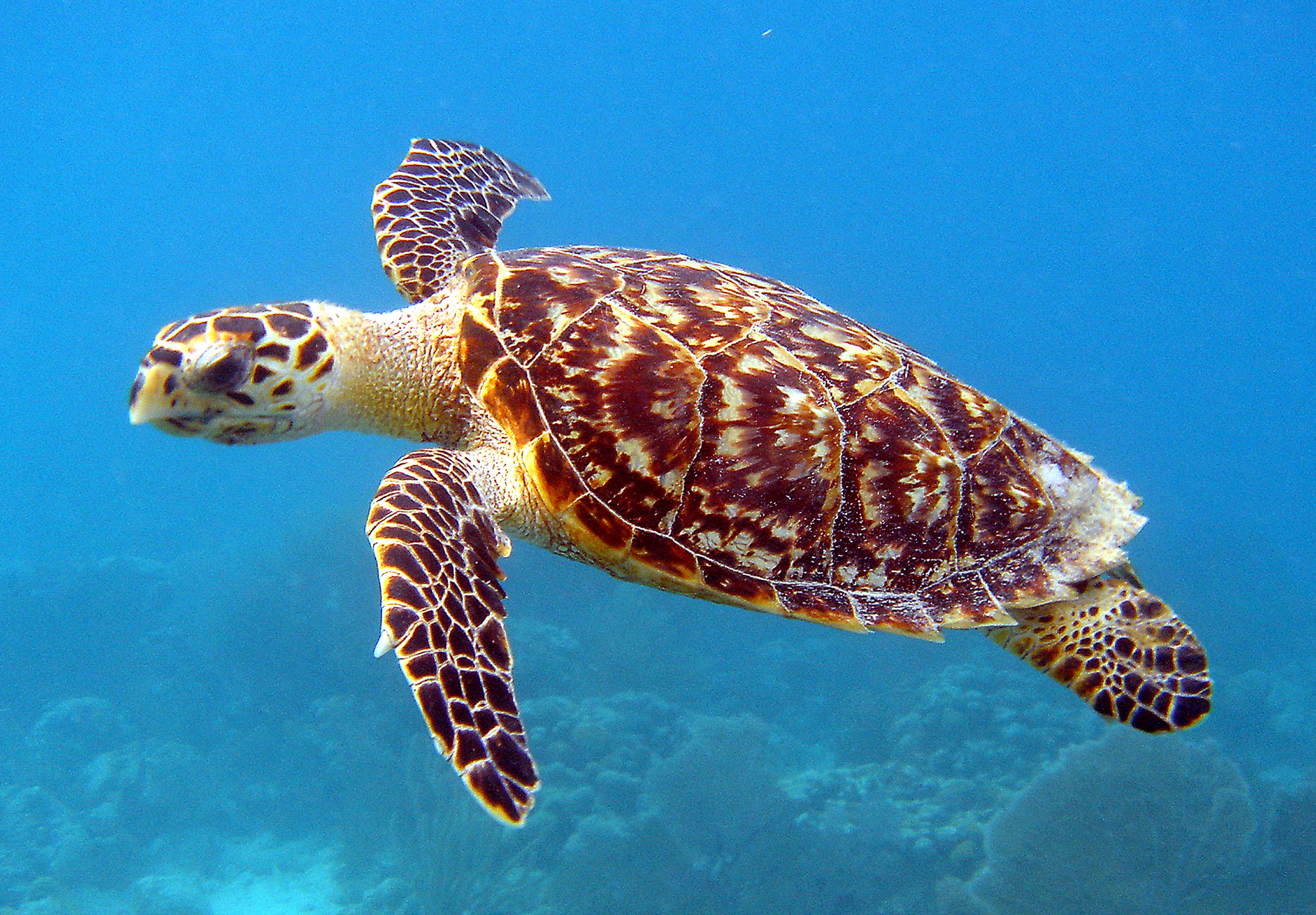
Echte Karettschildkröte

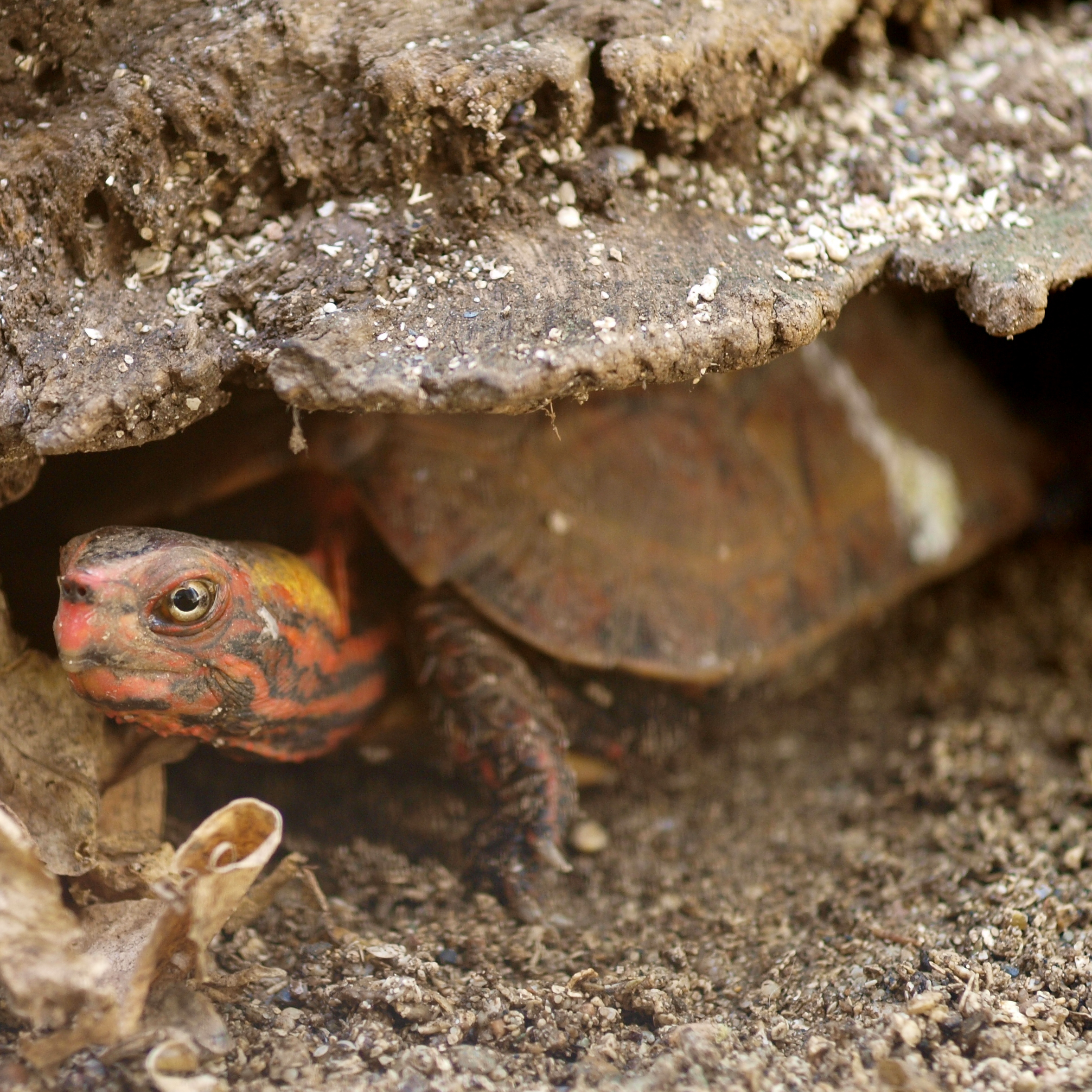
Japanische Zacken-Erdschildkröte

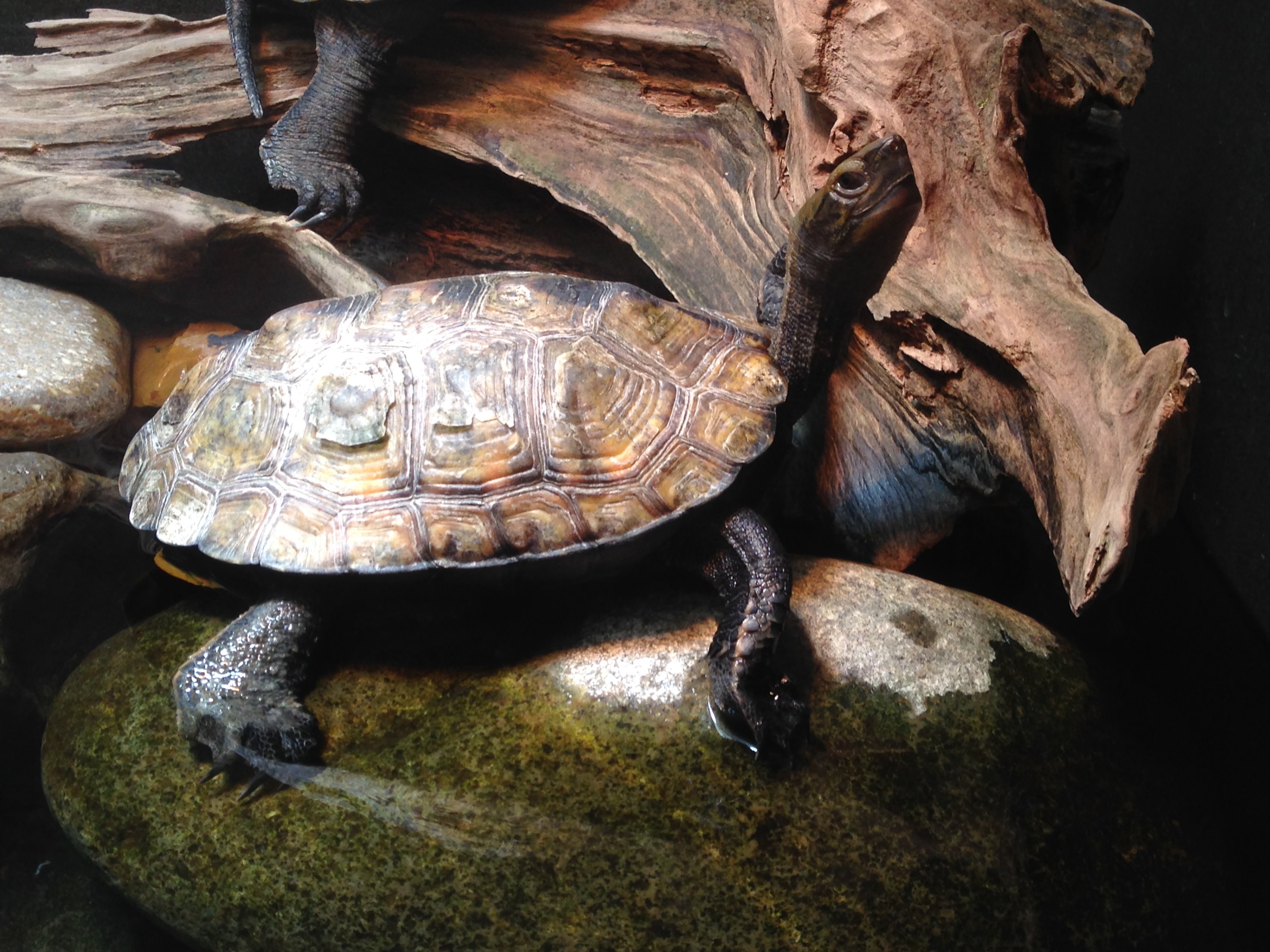
Japanische Sumpfschildkröte

- Familie: Meeresschildkröten (Cheloniidae)
  - Unterfamilie: Cheloniinae
    - Gattung: Chelonia
      - Grüne Meeresschildkröte (Chelonia mydas, jap. アオウミガメ, Ao-Umigame)

  - Unterfamilie: Carettinae
    - Gattung: Bastardschildkröten (Lepidochelys)
      - Oliv-Bastardschildkröte (Lepidochelys olivacea, jap. ヒメウミガメ, Hime-Umigame)

    - Gattung: Caretta
      - Unechte Karettschildkröte (Caretta caretta, jap. アカウミガメ, Aka-Umigame)

    - Gattung: Eretmochelys
      - Echte Karettschildkröte (Eretmochelys imbricata, jap. タイマイ, Taimai)
- Familie: Weichschildkröten (Trionychidae)
  - Unterfamilie: Gewöhnliche Weichschildkröten (Trionychinae)
    - Gattung: Fernöstliche Weichschildkröten (Pelodiscus)
      - Chinesische Weichschildkröte (Pelodiscus sinensis, jap. スッポン, Suppon)
- Familie: Altwelt-Sumpfschildkröten (Geoemydidae)
  - Unterfamilie: Geoemydinae
    - Gattung: Scharnierschildkröten (Cuora)
      - Gelbrand-Scharnierschildkröte (Cuora flavomarginata)

    - Gattung: Zacken-Erdschildkröten (Geoemyda)
      - Japanische Zacken-Erdschildkröte (Geoemyda japonica, jap. リュウキュウヤマガメ, Ryūkyū-Yamagame)

    - Gattung: Bachschildkröten (Mauremys)
      - Japanische Sumpfschildkröte (Mauremys japonica, jap. ニホンイシガメ, Nihon-Ishigame)
      - Gelbe Sumpfschildkröte (Mauremys mutica, jap. ミナミイシガメ, Minami-Ishigame)
      - Chinesische Dreikielschildkröte (Mauremys reevesii)
- Familie: Neuwelt-Sumpfschildkröten (Emydidae)
  - Unterfamilie: Deirochelyinae
    - Gattung: Buchstaben-Schmuckschildkröten (Trachemys)
      - Nordamerikanische Buchstaben-Schmuckschildkröte (Trachemys scripta, jap. アカミミガメ, Akamimigame)
- Familie: Alligatorschildkröten (Chelydridae)
  - Gattung: Schnappschildkröten (Chelydra)
    - Schnappschildkröte (Chelydra serpentina)
- Familie: Lederschildkröten (Dermochelyidae)
  - Gattung: Dermochelys
    - Lederschildkröte (Dermochelys coriacea)

## Schlangen(Serpentes)
46 Arten:

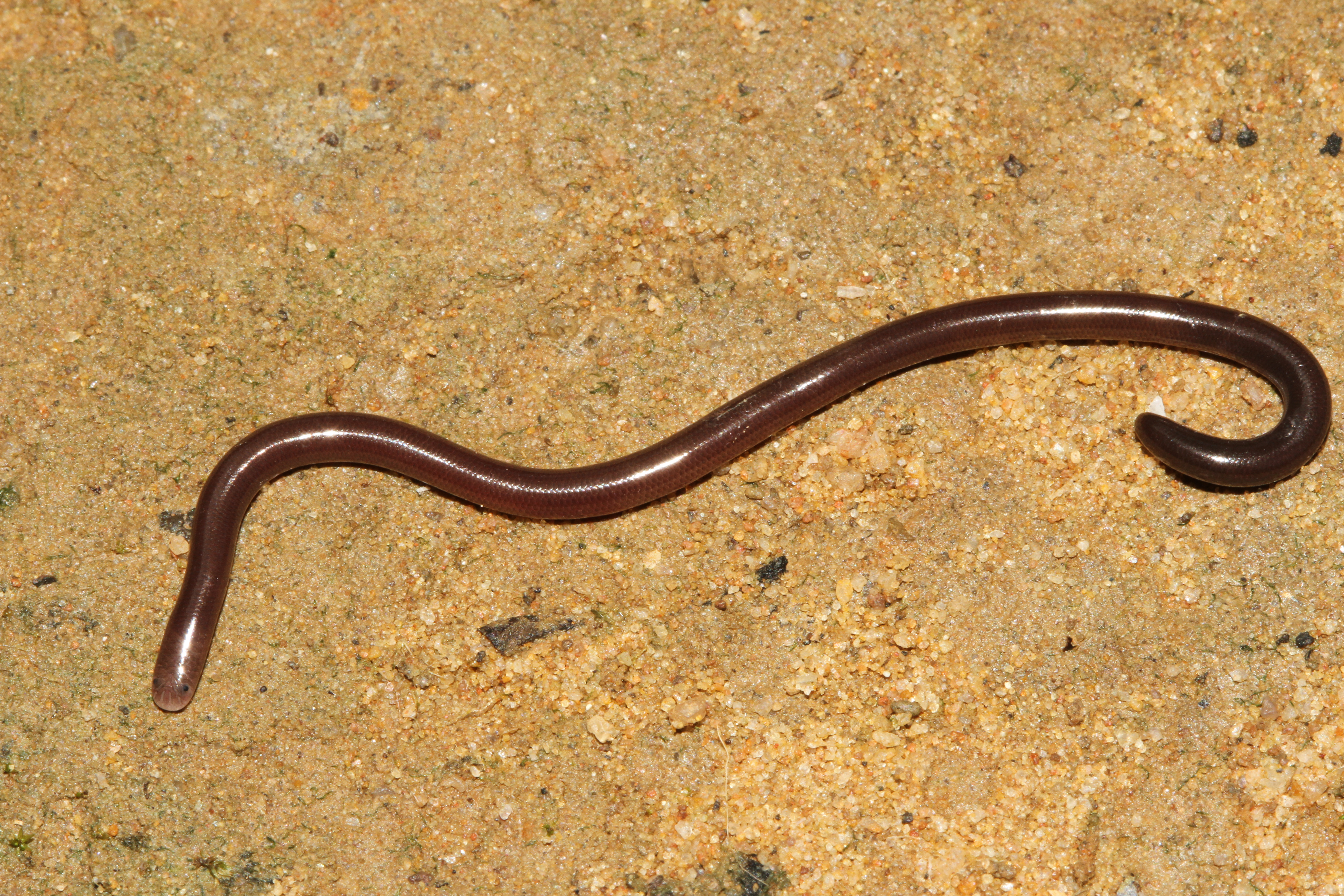
Blumentopfschlange

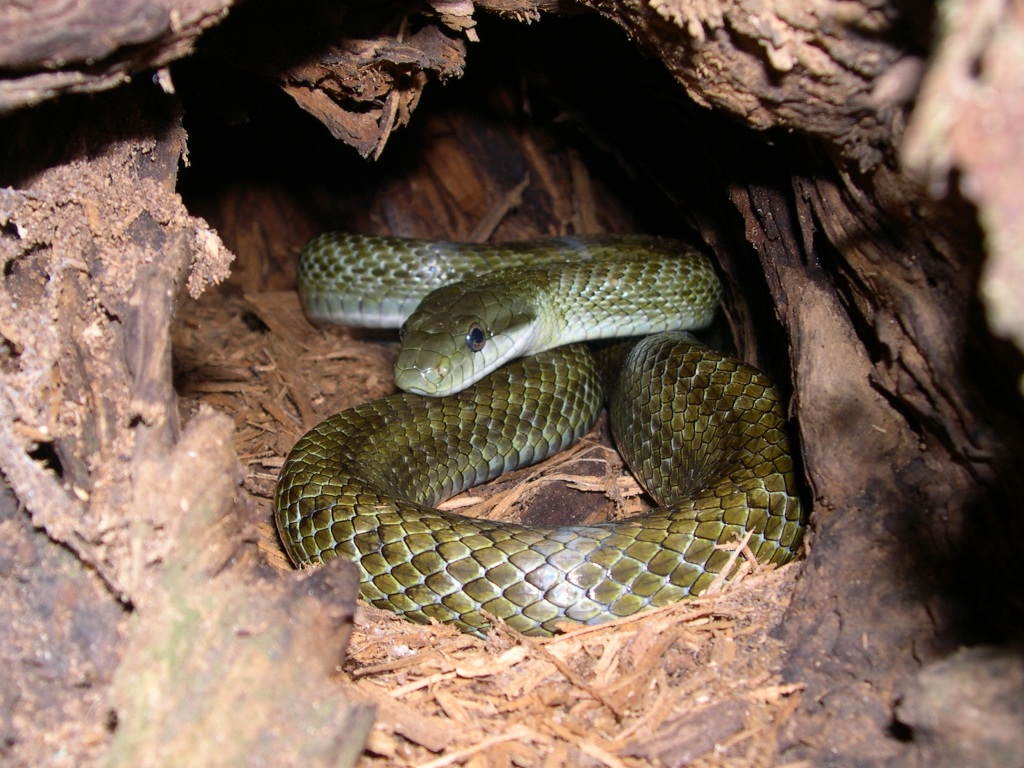
Insel-Kletternatter

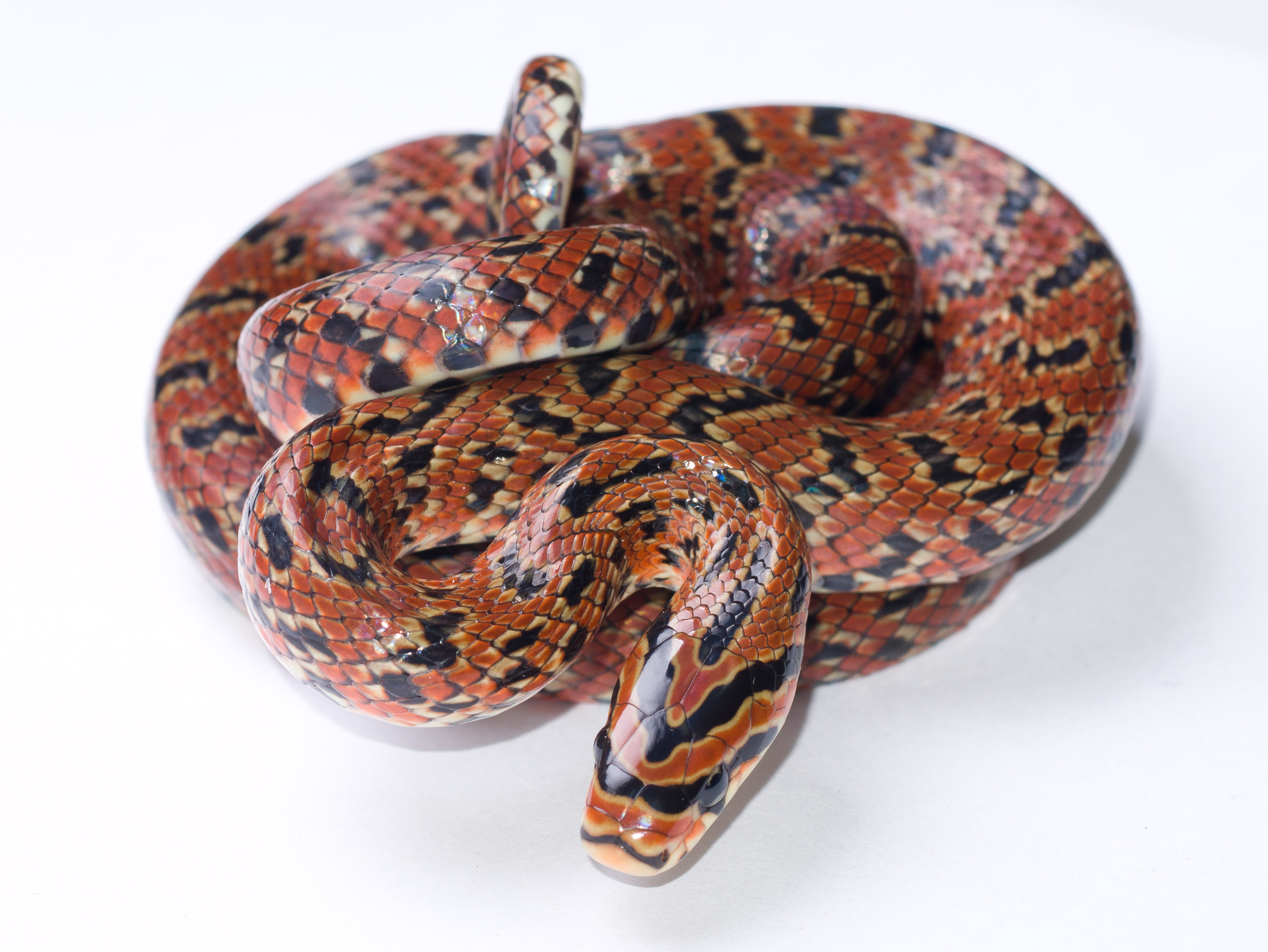
Japanische Waldnatter

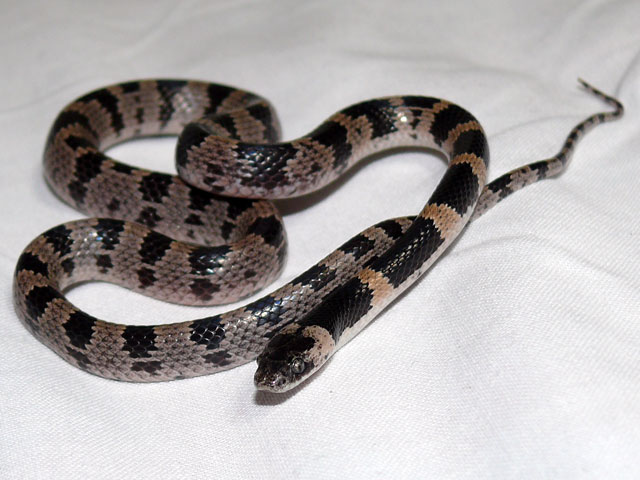
Lycodon orientalis

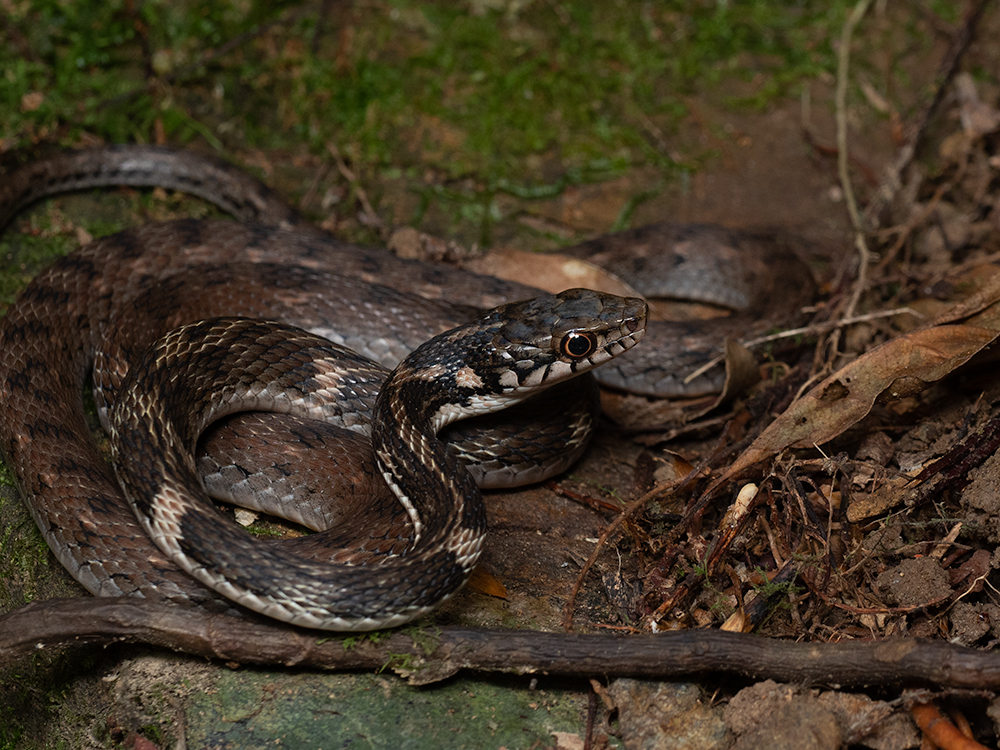
Hebius pryeri

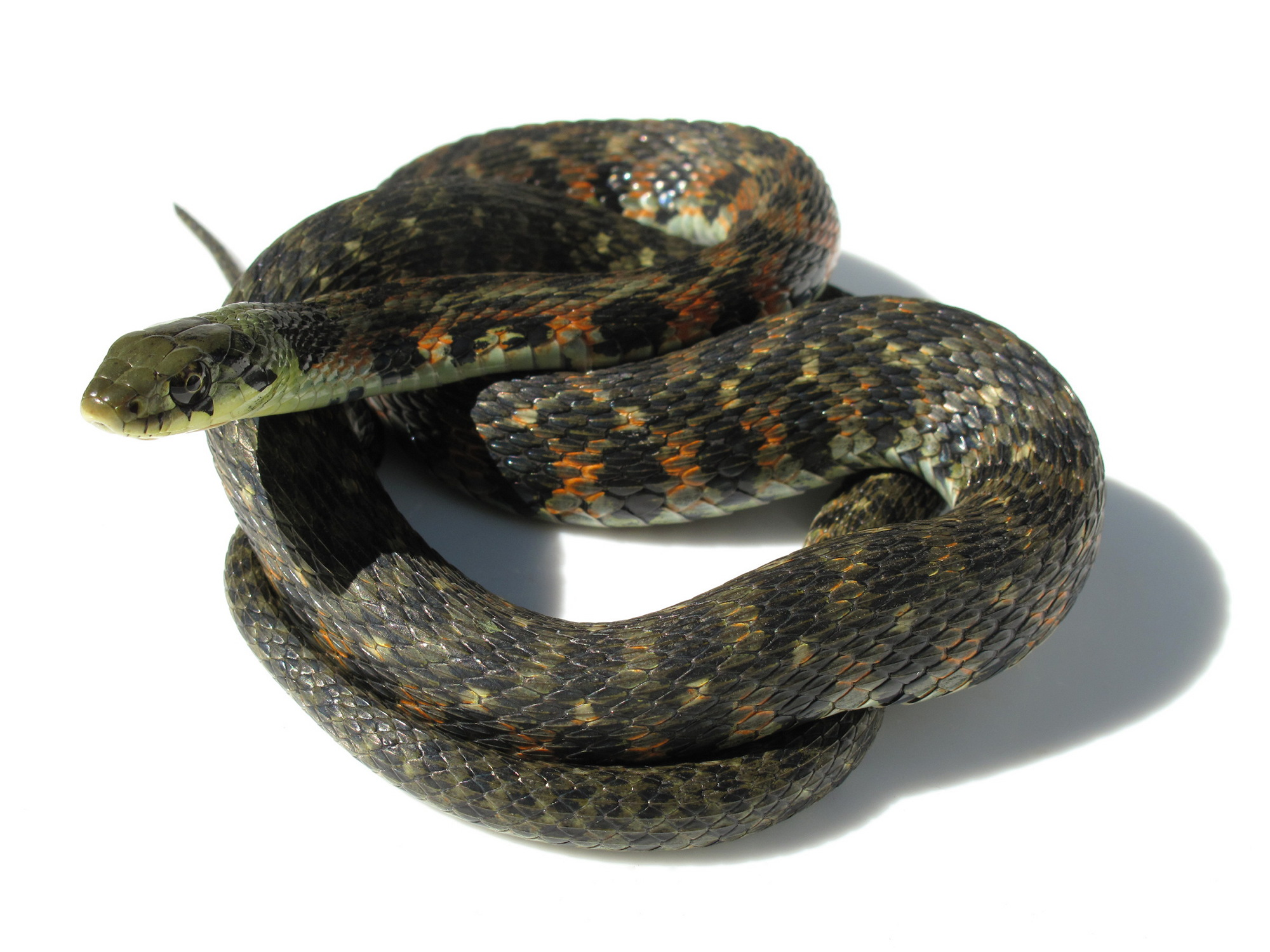
Tigernatter

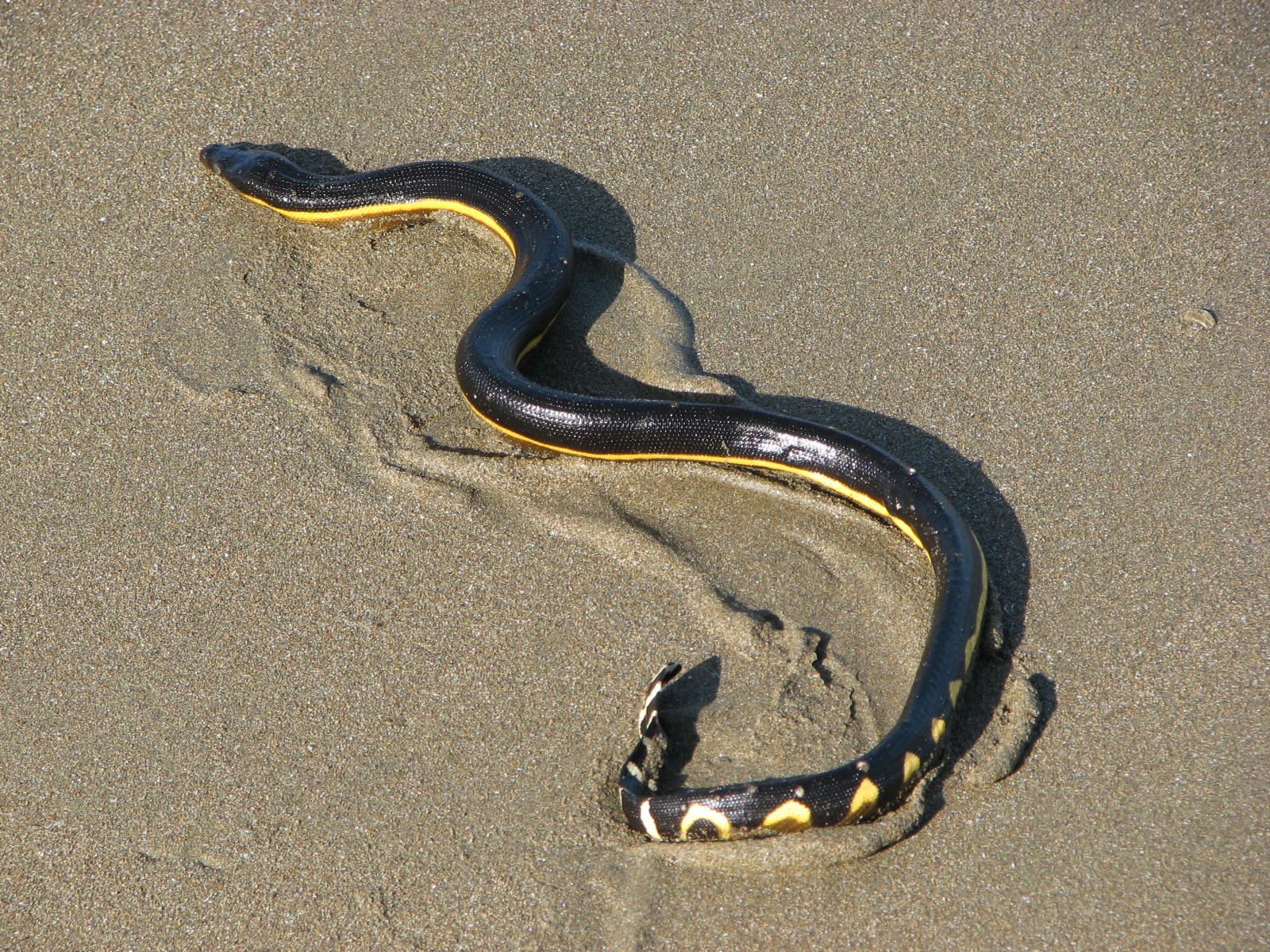
Plättchenseeschlange

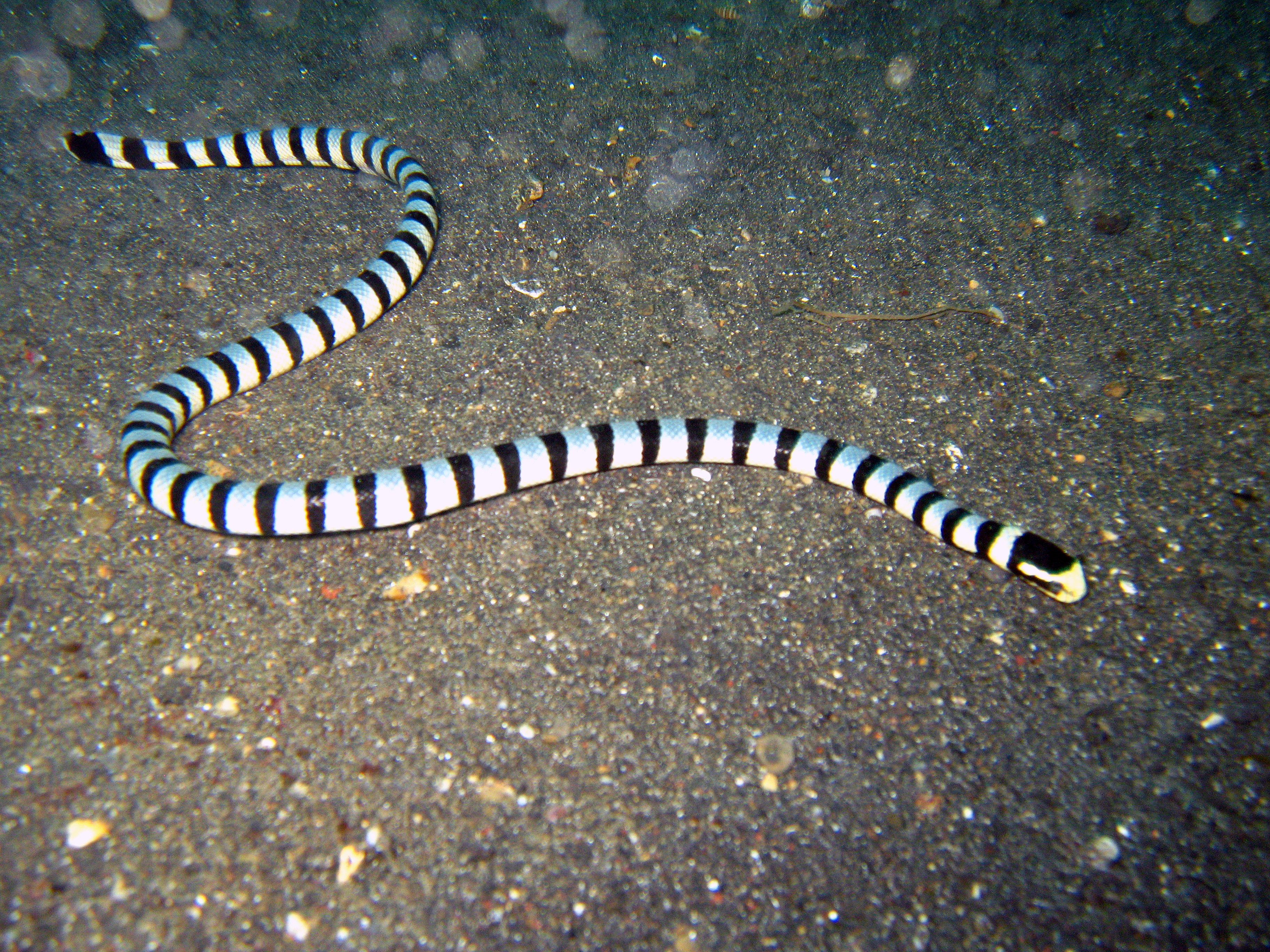
Nattern-Plattschwanz

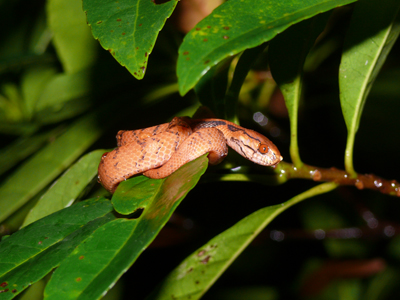
Pareas iwasakii

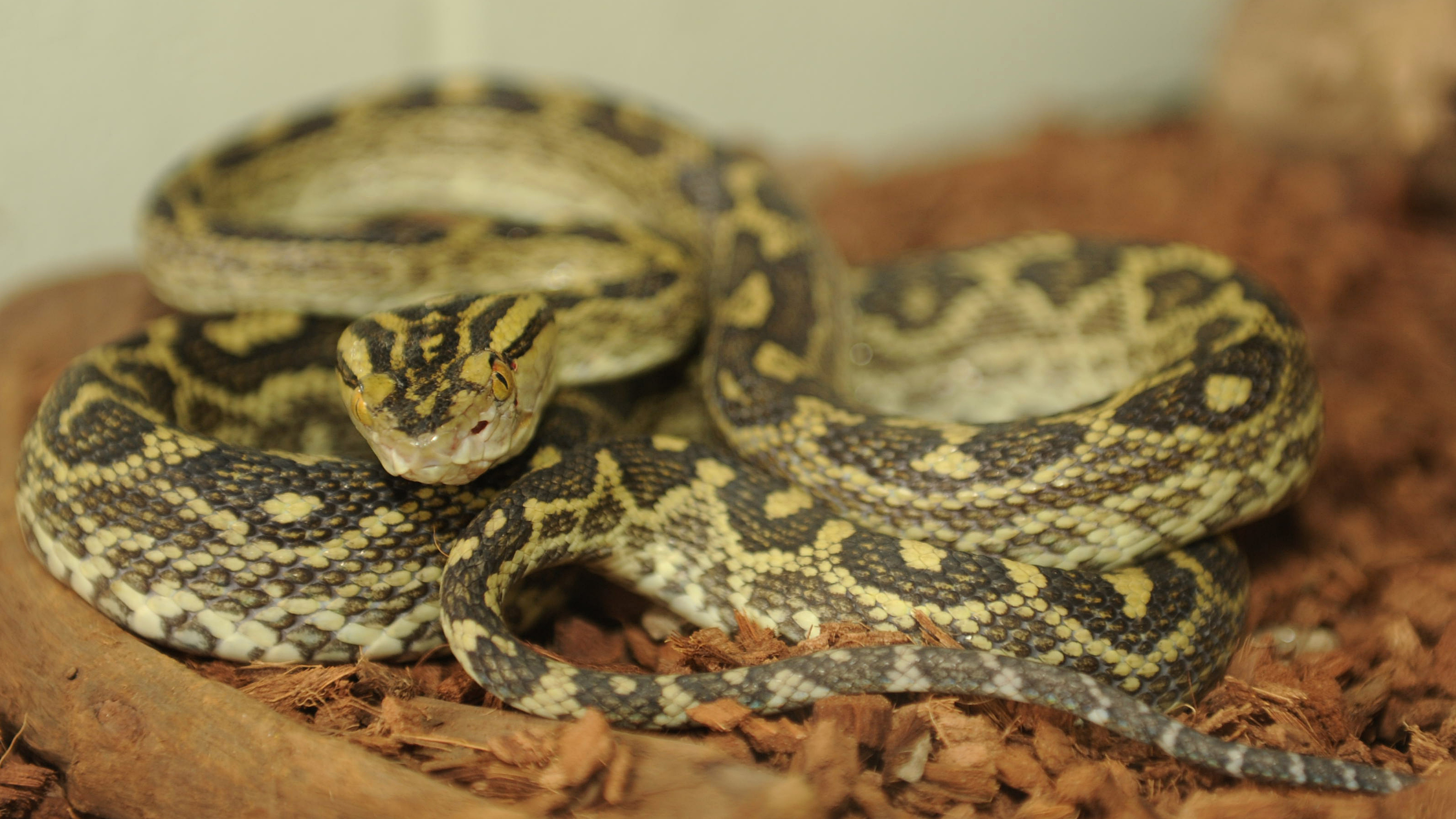
Habuschlange

- Überfamilie: Blindschlangenartige (Typhlopoidea)
  - Familie: Blindschlangen (Typhlopidae)
    - Unterfamilie: Asiatyphlopinae
      - Gattung: Indotyphlops
        - Blumentopfschlange (Indotyphlops braminus, jap. ブラーミニメクラヘビ, Burāminimekura-Hebi)
- Überfamilie: Colubroidea
  - Familie: Nattern (Colubridae)
    - Unterfamilie: Zwergschlangen (Calamariinae)
      - Gattung: Eigentliche Zwergschlangen (Calamaria)
        - Braune Riednatter (Calamaria pavimentata, Unterart C. p. miyarai)
        - Calamaria pfefferi (jap. ミヤコヒメヘビ, Miyako-Hime-Hebi)

    - Unterfamilie: Eigentliche Nattern (Colubrinae)
      - Gattung: Kletternattern (Elaphe)
        - Gekielte Kletternatter (Elaphe carinata)
        - Insel-Kletternatter (Elaphe climacophora, jap. アオダイショウ, Aodaishō)
        - Japanische Vierstreifennatter (Elaphe quadrivirgata, jap. シマヘビ, Shima-Hebi)
        - Schönnatter (Elaphe taeniura)

      - Gattung: Euprepiophis
        - Japanische Waldnatter (Euprepiophis conspicillata, jap. ジムグリ Jimuguri)

      - Gattung: Wolfszahnnattern (Lycodon)
        - Großzahnnatter, Unterart Lycodon rufozonatus walli (jap. サキシママダラ Sakishima-Madara)
        - Berg-Wolfszahnnatter (Lycodon ruhstrati)
        - Lycodon multifasciatus (jap. サキシマバイカダ, Sakishima-Baikada)
        - Lycodon orientalis (jap. シロマダラ, Shiro-Madara)
        - Lycodon semicarinatus (jap. アカマタ, Akamata)

      - Gattung: Ptyas
        - Ptyas herminae (jap. サキシマアオヘビ, Sakishima-Aohebi)
        - Ptyas semicarinata (jap. リュウキュウアオヘビ, Ryūkyū-Aohebi)

    - Unterfamilie: Wassernattern (Natricinae)
      - Gattung: Hebius
        - Hebius concelarus (jap. ミヤコヒバァ, Miyako-Hibā)
        - Hebius ishigakiensis (jap. ヤエヤマヒバァ, Yaeyama-Hibā)
        - Hebius pryeri (jap. ガラスヒバァ, Garasu-Hibā)
        - Hebius vibakari (jap. ヒバカリ, Hibakari)

      - Gattung: Opisthotropis
        - Opisthotropis kikuzatoi (jap. キクザトサワヘビ, Kikuzato-Sawahebi)

      - Gattung: Rhabdophis
        - Tigernatter (Rhabdophis tigrinus, jap. ヤマカガシ, Yamakagashi)

- Überfamilie: Elapoidea
  - Familie: Giftnattern (Elapidae)
    - Unterfamilie: Echte Giftnattern (Elapinae)
      - Gattung: Sinomicrurus
        - Sinomicrurus boettgeri
        - Iwasakis Korallenotter (Sinomicrurus iwasakii, jap. イワサキワモンベニヘビ, Iwasaki-Wamonbeni-Hebi)
        - Sinomicrurus japonicus (jap. ヒャン, Hyan)
        - MacClellands Korallenschlange (Sinomicrurus macclellandi)

    - Unterfamilie: Seeschlangen (Hydrophiinae)
      - Gattung: Emydocephalus
        - Japanische Schildkrötenkopf-Seeschlange (Emydocephalus ijimae, jap. イイジマウミヘビ, Iijima-Umihebi)

      - Gattung: Ruderschlangen (Hydrophis)
        - Kurzschwanz-Seeschlange (Hydrophis curtus, jap. トゲウミヘビ, Toge-Umihebi)
        - Streifenruderschlange (Hydrophis cyanocinctus, jap. マダラウミヘビ, Madara-Umihebi)
        - Hardwickes Seeschlange (Hydrophis hardwickii)
        - Hydrophis melanocephalus (jap. クロガシラウミヘビ, Kurogashira-Umihebi)
        - Hydrophis ornatus (jap. クロボシウミヘビ, Kuroboshi-Umihebi)
        - Plättchenseeschlange (Hydrophis platurus, jap. セグロウミヘビ, Seguro-Umihebi)
        - Großkopf-Ruderschlange (Hydrophis stokesii, jap. ヨウリンウミヘビ, Yourin-Umihebi)

    - Unterfamilie: Laticaudinae
      - Gattung: Plattschwänze (Laticauda)
        - Nattern-Plattschwanz (Laticauda colubrina, jap. アオマダラウミヘビ, Ao-Madara-Umihebi)
        - Gewöhnlicher Plattschwanz (Laticauda laticaudata, jap. ヒロオウミヘビ, Hirō-Umihebi)
        - Halbgebänderter Plattschwanz (Laticauda semifasciata, jap. エラブウミヘビ, Erabu-Umihebi)

- Unklare Überfamilie (incertae sedis):
  - Familie: Pareidae
    - Gattung: Pareas
      - Pareas iwasakii (jap. イワサキセダカヘビ, Iwasaki-Sedaka-Hebi)

  - Familie: Vipern (Viperidae)
    - Unterfamilie: Grubenottern (Crotalinae)
      - Gattung: Gloydius
        - Mamushi (Gloydius blomhoffii, jap. ニホンマムシ, Nihon-Mamushi)
        - Gloydius tsushimaensis (jap. シママムシ, Tsushima-Mamushi)

      - Gattung: Ovophis
        - Okinawa-Habuschlange (Ovophis okinavensis, jap. ヒメハブ, Hime-Habu)

      - Gattung: Protobothrops
        - Sakishima-Habu (Protobothrops elegans, jap. サキシマハブ, Sakishima-Habu)
        - Habuschlange (Protobothrops flavoviridis, jap. ハブ, Habu)
        - Tokara-Habu (Protobothrops tokarensis, jap. トカラハブ, Tokara-habu)

  - Familie: Höckernattern (Xenodermidae)
    - Gattung: Achalinus
      - Achalinus formosanus
      - Achalinus spinalis (jap. タカチホヘビ, Takachiho-Hebi)
      - Achalinus werneri (jap. アマミタカチホヘビ, Amami-Takachiho-Hebi)

## Echsen(Lacertilia, Sauria)

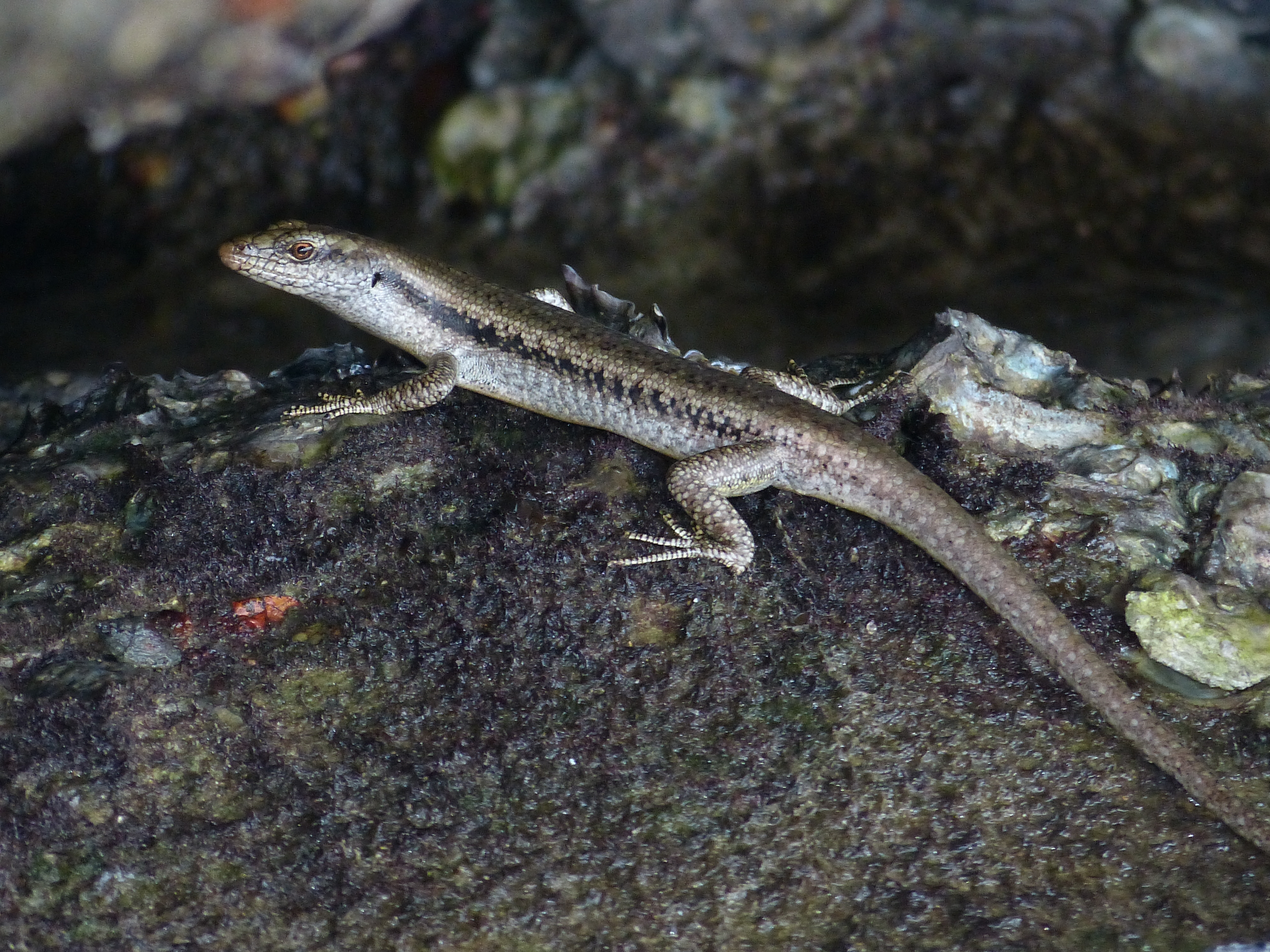
Mangroven-Schlankskink

### Skinkartige(Scincoidea)
| P. barbouri     | P. finitimus   |
|                 |                |
| P. japonicus    | P. kishinouyei |
|                 |                |
| P. latiscutatus | P. stimpsonii  |
|                 |                |

16 Arten:

- Familie: Skinke (Scincidae)[5]
  - Gattung: Ateuchosaurus

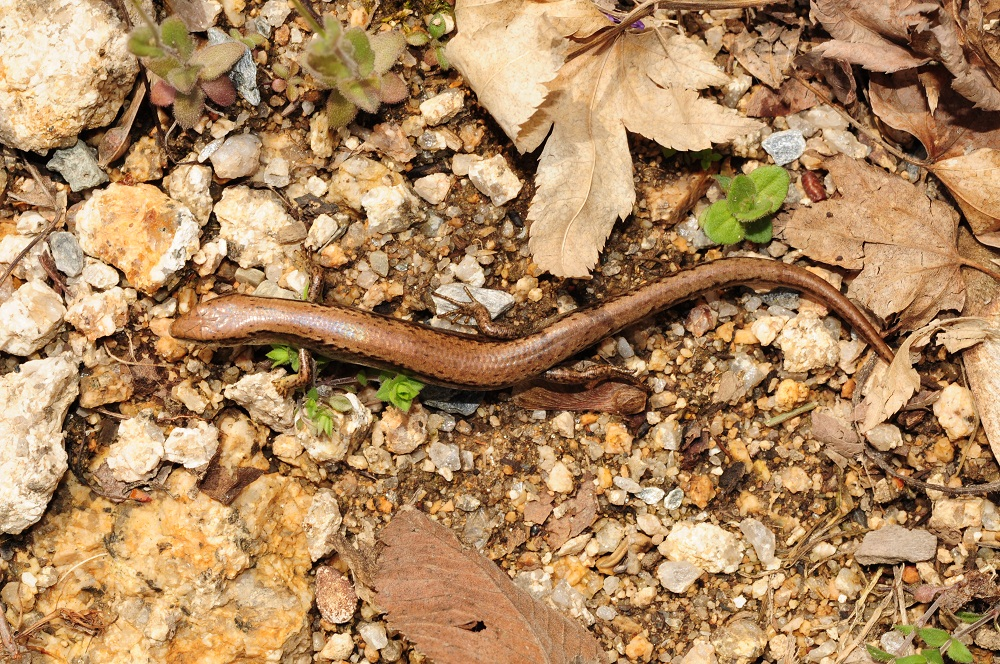
Scincella vandenburghi

    - Ateuchosaurus pellopleurus (jap. ヘリグロヒメトカゲ, Herigurohime-Tokage)

  - Unterfamilie: Eugongylinae
    - Gattung: Emoia
      - Mangroven-Schlankskink (Emoia atrocostata)

    - Gattung: Cryptoblepharus
      - Cryptoblepharus nigropunctatus (jap. オガサワラトカゲ, Ogasawara-Tokage)

  - Unterfamilie: Scincinae
    - Plestiodon
      - Plestiodon barbouri (jap. バーバートカゲ, Bābā-Tokage)
      - Plestiodon elegans (jap. アオスジトカゲ, Aosuji-Tokage)
      - Plestiodon finitimus (jap. ヒガシニホントカゲ, Higashi-Nihon-Tokage)
      - Plestiodon japonicus (jap. ニホントカゲ, Nihon-Tokage)
      - Plestiodon kishinouyei (jap. キシノウエトカゲ, Kishinoue-Tokage)
      - Plestiodon kuchinoshimensis (jap. クチノシマトカゲ, Kuchinoshima-Tokage)
      - Plestiodon latiscutatus (jap. オカダトカゲ, Okada-Tokage)
      - Plestiodon marginatus (jap. オキナワトカゲ, Okinawa-Tokage)
      - Plestiodon oshimensis  (jap. オオシマトカゲ, Ōshima-Tokage)
      - Plestiodon stimpsonii (jap. イシガキトカゲ, Ishigaki-Tokage)
      - Plestiodon takarai (jap. センカクトカゲ, Senkaku-Tokage)

  - Unterfamilie: Sphenomorphinae
    - Gattung: Scincella
      - Scincella boettgeri (jap. サキシマスベトカゲ, Sakishima-Sube-Tokage)
      - Scincella vandenburghi (jap. ツシマスベトカゲ, Tsushima-Sube-Tokage)

### Infraordnung:Geckoartige(Gekkota)
14 Arten:

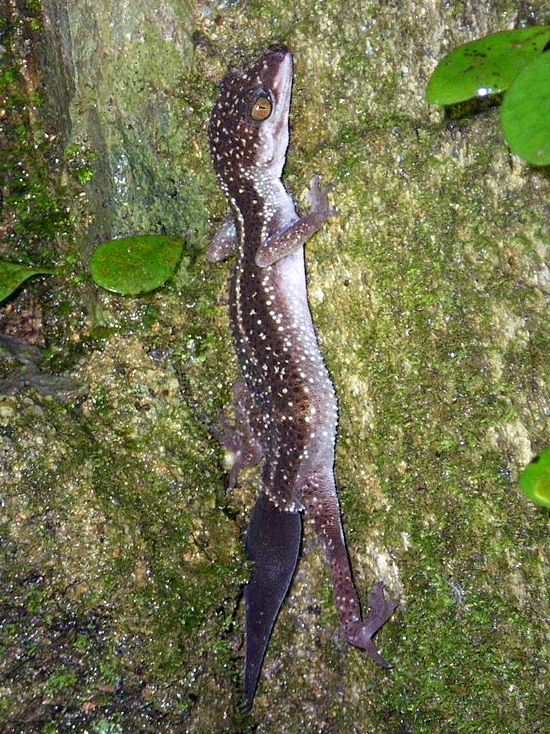
Okinawa-Krallengecko

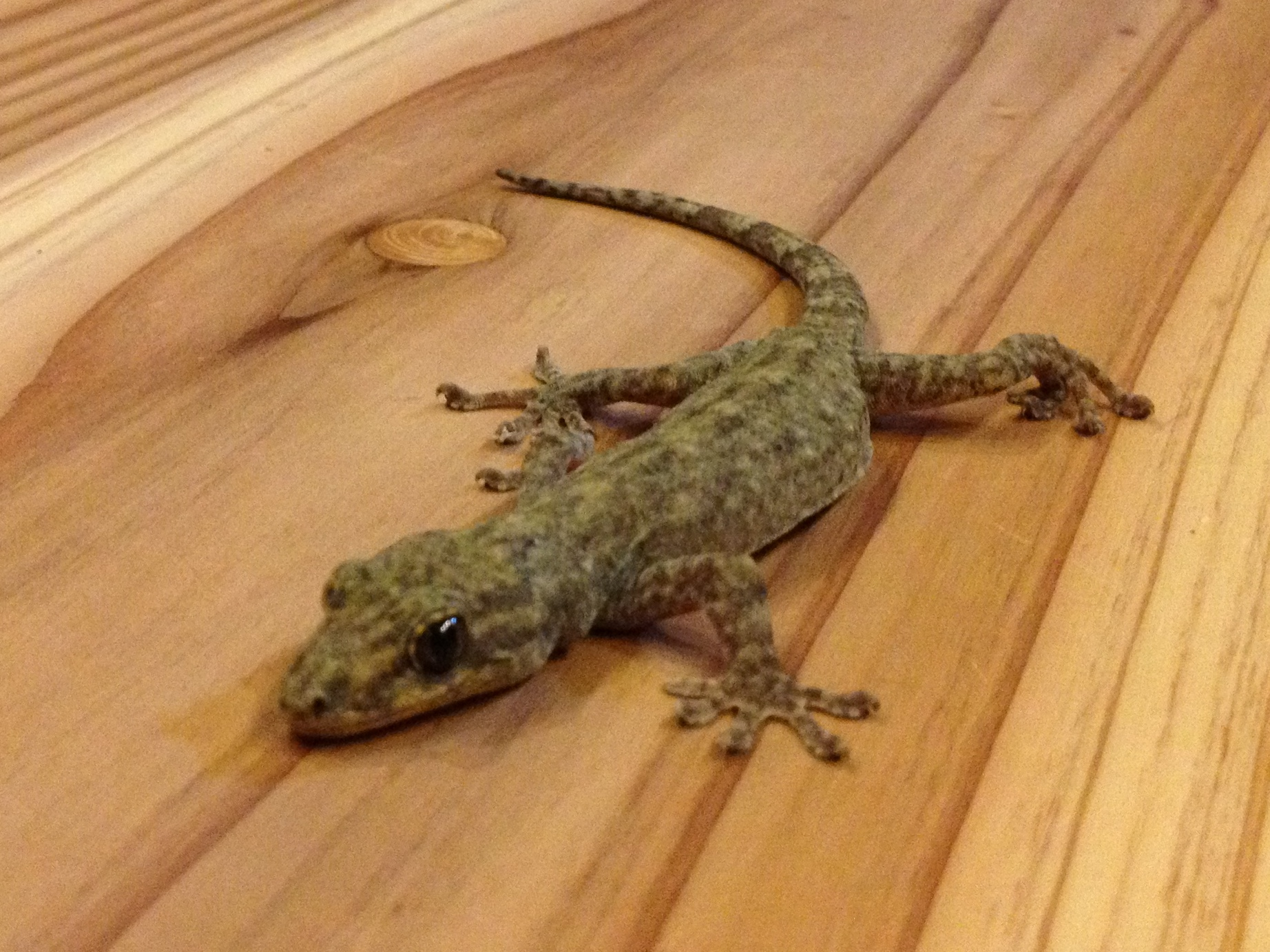
Gekko yakuensis

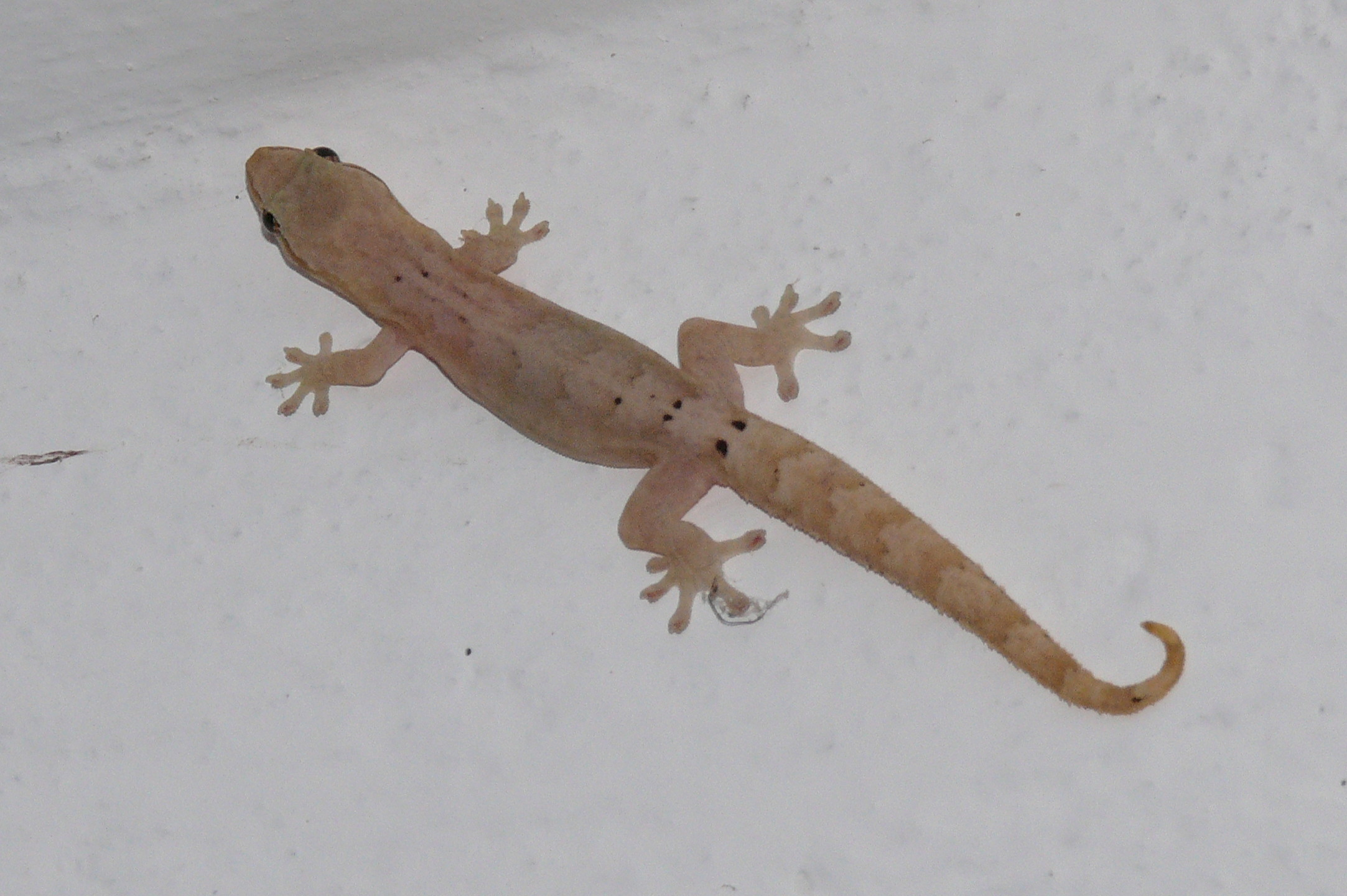
Jungferngecko

- Familie: Lidgeckos (Eublepharidae)
  - Gattung: Goniurosaurus
    - Okinawa-Krallengecko (Goniurosaurus kuroiwae)
      - Goniurosaurus kuroiwae kuroiwae (jap. クロイワトカゲモドキ, Kuroiwa-Tokagemodoki)
      - Goniurosaurus kuroiwae orientalis (jap. マダラトカゲモドキ, Madara-Tokagemodoki)
      - Goniurosaurus kuroiwae sengokui (jap. ケラマトカゲモドキ, Kerama-Tokagemodoki)
      - Goniurosaurus kuroiwae toyamai (jap. イヘヤトカゲモドキ, Iheya-Tokagemodoki)
      - Goniurosaurus kuroiwae yamashinae (jap. クメトカゲモドキ, Kume-Tokagemodoki)

    - Goniurosaurus splendens (jap. オビトカゲモドキ, Obi-Tokagemodoki)
- Familie: Geckos (Gekkonidae)
  - Gattung: Gehyra
    - Gewöhnlicher Vierkrallengecko (Gehyra mutilata)

  - Gattung: Gekko
    - Gekko hokouensis (jap. ミナミヤモリ, Minami-Yamori)
    - Gekko japonicus (jap. ニホンヤモリ, Nihon-Yamori)
    - Gekko shibatai (jap. タカラヤモリ, Takara-Yamori)
    - Gekko tawaensis (jap. タワヤモリ, Tawa-Yamori)
    - Gekko vertebralis (jap. マミヤモリ, Amami-Yamori)
    - Gekko yakuensis (jap. ヤクヤモリ, Yaku-Yamori)

  - Gattung: Halbfinger-Geckos (Hemidactylus)
    - Bowrings Gecko (Hemidactylus bowringii, jap. タシロヤモリ, Tashiro-Yamori)
    - Asiatischer Hausgecko (Hemidactylus frenatus)

  - Gattung: Halbblattfingergeckos (Hemiphyllodactylus)
    - Gewöhnlicher Halbblattfingergecko (Hemiphyllodactylus typus)

  - Gattung: Lepidodactylus
    - Jungferngecko (Lepidodactylus lugubris, jap. オガサワラヤモリ, Ogasawara-Yamori) auf den Daitō-Inseln

  - Gattung: Perochirus
    - Perochirus ateles (jap. ミナミトリシマヤモリ, Minami-Torishima-Yamori)

### Infraordnung:Leguanartige(Iguania)
2 Arten:

- Familie: Dactyloidae
  - Gattung: Anolis

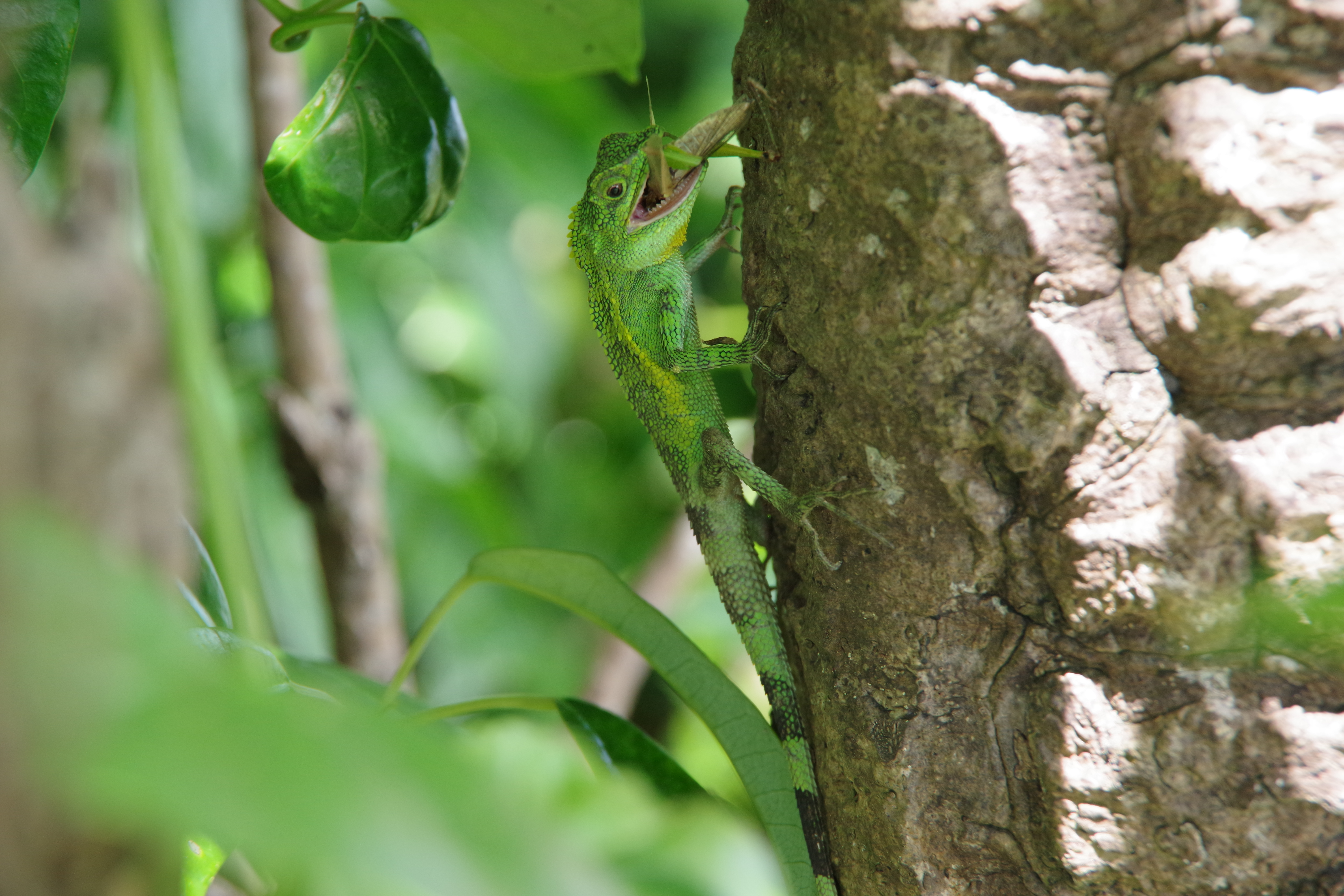
Diploderma polygonatum

    - Rotkehlanolis (Anolis carolinensis, jap. グリーンアノール, Griin-Anōru)
- Familie: Agamen (Agamidae)
  - Gattung: Diploderma
    - Diploderma polygonatum (jap. キノボリトカゲ, Kinobori-Tokage)

### Infraordnung:Schleichenartige(Anguimorpha)
6 Arten:

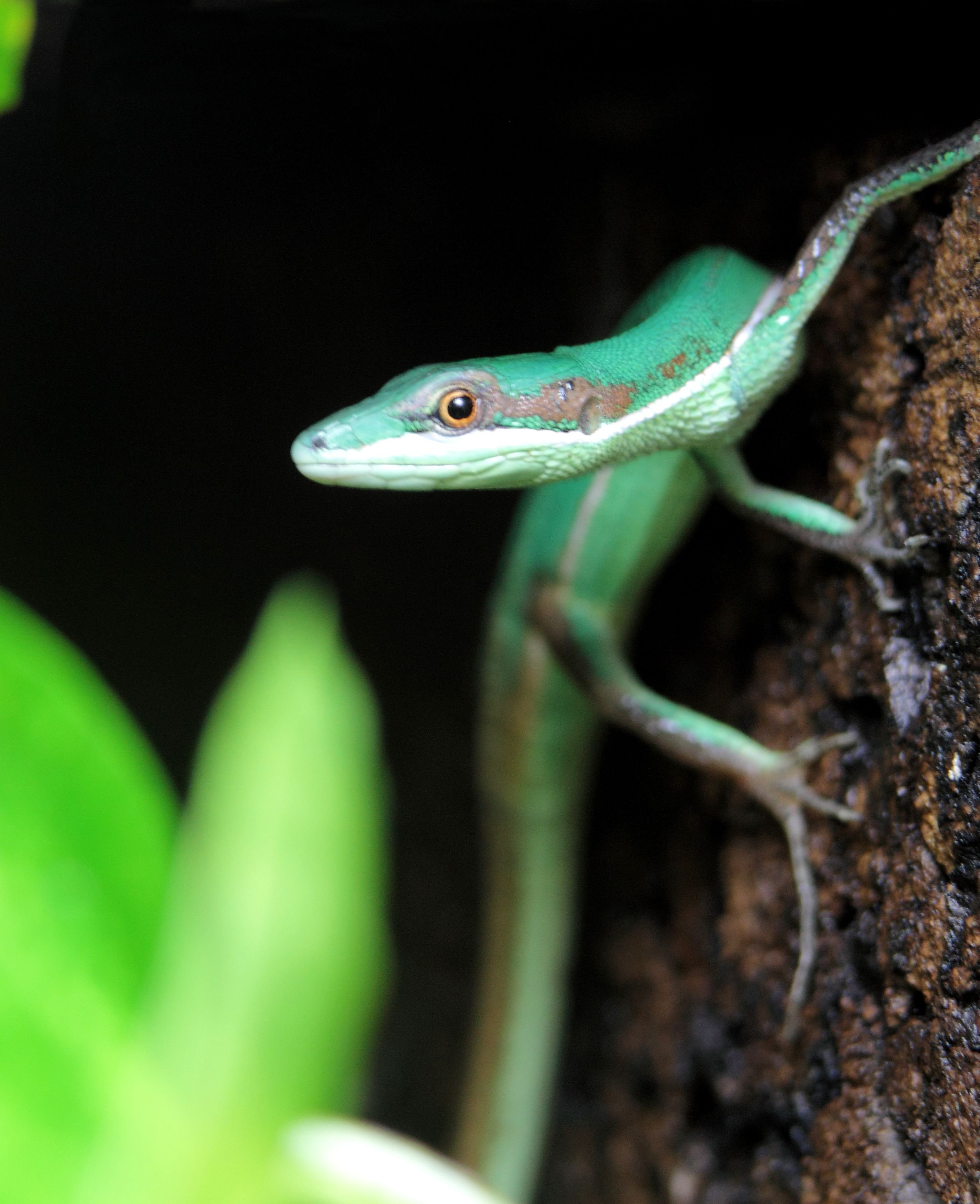
Grüne Langschwanzeidechse

- Familie: Echte Eidechsen (Lacertidae)
  - Gattung: Langschwanzeidechsen (Takydromus)
    - Amurschnellläufer (Takydromus amurensis, jap. アムールカナヘビ, Amūru-Kanahebi)
    - Sakishima-Langschwanzeidechse (Takydromus dorsalis, jap. サキシマカナヘビ, Sakishima-Kanahebi)
    - Grüne Langschwanzeidechse (Takydromus smaragdinus, jap. アオカナヘビ, Ao-Kanahebi) auf Okinoerabu-jima und Tokunoshima
    - Japanischer Schnellläufer (Takydromus tachydromoides, jap. ニホンカナヘビ, Nihon-Kanahebi)
    - Takydromus toyamai (jap. ミヤコカナヘビ, Miyako-Kanahebi) – auf den Miyako-Inseln endemische Art[8]

  - Gattung: Zootoca
    - Waldeidechse (Zootoca vivipara, jap. コモチカナヘビ, Komochi-Kanahebi)

## Ausgestorbene Arten (Auswahl)
In der jüngeren biologischen Vergangenheit Japans gab es mit dem China-Alligator und der ausgestorbenen Gavialart Toyotamaphimeia machikanensis mindestens zwei Krokodilarten.